# La Souille
La Souille est un roman de Franz-Olivier Giesbert paru le 13 septembre 1995 aux éditions Grasset et ayant reçu le prix Interallié la même année.

## Historique
Le roman est en lice pour le prix Goncourt 1995 mais s'incline au premier tour de scrutin par quatre voix contre six à Le Testament français d'Andreï Makine. Il reçoit quelques jours plus tard le prix Interallié.

## Éditions
- La Souille, éditions Grasset, 1995  (ISBN 2246515114).